# Aspila scutuligera
Aspila scutuligera är en fjärilsart som beskrevs av Achille Guenée 1852. Aspila scutuligera ingår i släktet Aspila och familjen nattflyn. Inga underarter finns listade i Catalogue of Life.